# Polendos
Polendos es un libro de caballerías italiano, escrito por Pietro Lauro y publicado en Venecia en 1566, en la imprenta de Domenico y Alvise Giglio, con el título Historia delle gloriose impresi di Polendo, figliuolo di Palmerino di Oliva, e di Pompide figliuolo di don Duardo re d'Inghilterra. Fue el último libro del ciclo caballeresco italiano de los Palmerines.
Conforme al tópico de la falsa traducción, la obra se presenta como traducida de un original español, pero es comprobadamente obra original italiana y nunca ha habido una versión española. En ella se narran las aventuras de Polendos, hijo extramatrimonial de Palmerín de Oliva y de la reina de Tarsis. Es continuación del libro español Primaleón, segundo del ciclo español de los Palmerines. Fue el último libro del ciclo palmeriniano en Italia, pero no tiene conexión alguna con los otros Palmerines italianos escritos por Mambrino Roseo, ni con los Palmerines portugueses.

## Argumento
Franciano, hijo de Polendos, rey de Tesalia, y de su esposa Francelina, es raptado a poco de nacer por un perverso y anciano encantador que vaticina su muerte si en dos años Polendos no consigue liberarlo. Esto hace que Polendos parta hacia Oriente, en busca del niño. También se refieren aventuras de Pompides, hijo extramatrimonial de don Duardos, rey de Inglaterra, y de la sabia Argónida, quien, al enterarse de quién es su padre, parte para Inglaterra con la intención de hacerse caballero. Polendos logra encontrar a su hijo y liberarlo, pero entonces se entera de la muerte de su esposa Francelina. Debido a esto deja a su hijo en la custodia del Caballero de la Isla Cerrada y parte nuevamente para protagonziar otras aventuras en Oriente. Casa en segundas nupcias con Diamantina, princesa de Armenia. Por su parte, Pompides se enamora de la princesa Drusila de Escocia y tiene con ella un hijo llamado Ricadoro. 
Otros personajes de la obra son Primaleón, hijo de Palmerín de Oliva y de su esposa Polinarda; Listro, un gigante que se convierte a la fe cristiana; Leandro, hijo del rey don Duardos y de su esposa Flérida, hija de Palmerín de Oliva y Polinarda, el cual se enamora de su prima Artemisia, hija de Primaleón y su esposa Gridonia. 
En los últimos capítulos de la obra, Platir, hermano de Artemisia, se enamora de la bella Solibella, princesa de Sevilla, pero cuando la ve Ricadoro, hijo de Pompides, se enamora también de ella. La princesa sevillana, que al principio había correspondido a Platir, se prenda del apuesto Ricadoro. Cuando Platir se percata de esto, se angustia grandemente, y los tres quedan en un estado de confusión y, de esto, según se dice al final del último capítulo, "resultaron grandes conmociones entre los cristianos, como se dirá en la segunda parte de esta historia". Sin embargo, nunca llegó a publicarse continuación alguna.